# ザールラント州立劇場
ザールラント州立劇場（ザールラントしゅうりつげきじょう、独: Saarländisches Staatstheater）は、ドイツ・ザールラント州ザールブリュッケン市の街の中心に位置するシラー広場にある歌劇場、劇場で、9月から翌年7月までのシーズンを通してオペラ・オペレッタ・ミュージカル・バレエ・演劇・コンサートなどが催されている。州立劇場 (Staatstheater)、アルテ・フォイアーヴァッヘ (Alte Feuerwache)、シュパルテ4 (Sparte4) の3つの劇場から構成されている。

## 沿革
ザールラント州立劇場は「総統ヒトラーからの贈り物」としてパウル・バウムガルテン（パウル・オットー・アウグスト・バウムガルテン）によってガウ劇場ザールプファルツの名称で、1937/1938年に建設された。
1938年10月9日のこけら落としはリヒャルト・ワーグナーの『さまよえるオランダ人』。当時の劇場は客席数は約1200席、赤と金色で装飾された豪華な作りで客席中央には総統席（ボックス席）があった。しかし、1941年と1942年の空襲で劇場は崩壊、戦後に再建された劇場は外観は復元されたが、客席数は約300席少ない875席になり、総統席も無くなった。
戦後、1948年3月6日の再こけら落としは、モーツァルトの『魔笛』。
ヘルマン・ヴェーデキント (Hermann Wedekind)の劇場支配人時代 (1960-1975)、彼は「芸術に国境はない」というモットーのもと、多くの外国人作品、特にフランスやグルジア（現：ジョージア）の作品を取り上げ、上演した。劇場では「グルジア週間」が催され、この縁でグルジアの首都トビリシとザールブリュッケンは姉妹都市提携を結んだ。劇場前の広場はジョージアの首都に因んで、トビリシ広場（ティフリス広場）と名付けられている。
1988年にザールラント州が劇場に関する全権を引き継ぎ、Saarländische Landestheater von der Staatstheater GmbHとなったが、その1年後の1989年にSaarländisches Staatstheater GmbHへ引き継がれ、現在の名称になった。

## 組織・活動内容
通常の上演活動以外に、ザールラント州の若者への芸術振興にも力を注いでおり、以前からある児童バレエ団や児童合唱団の指導に加え、2006年からJörg Wesemüller指導の下、12歳から21歳の若者に授業料無しで演劇の稽古をしてシーズン最期にアルテ・フォイアーヴァッヘで公演を行うJugendclubが導入された。
2009年からはザールラント州の学生は州立劇場の公演を公演の3日前から無料で購入できる制度を導入している。
また、子供や若者向けのコンサートや演劇などの公演も多く行われている。

## 劇場支配人
1960年以降の歴代劇場支配人は次の人たちが務めている。
- 1960-1975年：ヘルマン・ヴェーデキント (Hermann Wedekind)
- 1975-1988年：Martin Peleikis
- 1991-2006年：Kurt-Josef Schildknecht
- 2006-2017年：Dagmar Schlingmann
- 2017年-：ボド・ブッセ (Bodo Busse)

## 音楽総監督
1956年以降の歴代音楽総監督は次の人たちが務めている。
- 1956-1964年：フィリップ・ブスト(Philipp Wüst)
- 1964-1973年：ジークフリート・ケーラー(Siegfried Köhler)
- 1975-1977年：クリストフ・プリック（Christoph Prick）
- 1977-1986年：マティアス・クンチュ（Matthias Kuntzsch）
- 1986-1988年：イルジー・コウト（Jiri Kout）
- 1988-1991年：マティアス・クンチュ（Matthias Kuntzsch）
- 1991-1994年：準・メルクル (Jun Märkl）
- 1994-1998年：ローラン・ワーグナー（Laurent Wagner）
- 1998-2001年：オラフ・ヘンツォルト（Olaf Henzold）
- 2001-2006年：レオニード・グリン（Leonid Grin）
- コンスタンティン・トリンクス（Constantin Trinks暫定・代理 2006-2009）[5]
- 2009-2014年：上岡敏之
- 2014-2018年：ニコラス・ミルトン (Nicholas Milton)
- 2018年-：セバスティアン・ルロン(Sébastien Rouland)

## バレエ
現在のバレエ・ディレクターはステイン・セリス(Stijn Celis)

## 日本関連
- 上岡敏之 (指揮者：2009-2014年、音楽総監督に就任)
- 松位浩（バス歌手：ソロ専属歌手として在籍）